# Benaocaz
Benaocaz település Spanyolországban, Cádiz tartományban. Benaocaz Grazalema, Villaluenga del Rosario, Ubrique, Arcos de la Frontera és El Bosque községekkel határos. Lakosainak száma 754 fő (2024).

## Népesség
A település lakosságának változását az alábbi diagram mutatja:
| Lakosok száma | 662  | 702  | 720  | 731  | 751  | 719  | 694  | 671  | 695  | 754  |
|               | 2001 | 2004 | 2006 | 2009 | 2011 | 2014 | 2016 | 2019 | 2021 | 2024 |